# Michael Ruzhansky
Michael V. Ruzhansky, auch Michael Wladimirowitsch Ruschanski, russisch Михаил Владимирович Ружанский (* 1972) ist ein russischer Mathematiker, der am Imperial College London lehrt und sich mit Analysis befasst.
Ruzhansky studierte ab 1989 an der Staatlichen Universität Sankt Petersburg und ab 1993 in den Niederlanden (Mathematical Research Institute und Universität Utrecht). Er wurde 1998 bei Johannes Jisse Duistermaat an der  Universität Utrecht promoviert (Dissertation:  Singular Fibrations with Affine Fibers, with Applications to the Regularity Properties of Fourier Integral Operators). Als Post-Doktorand war er Gastprofessor an der Johns Hopkins University. 1998 wurde er Lecturer an der University of Edinburgh und 2000 im Imperial College London, wo er 2006 Reader und 2010 Professor wurde.
Er befasst sich mit Differentialgleichungen, harmonischer und mikrolokaler Analysis. Speziell mit hyperbolischen partiellen Differentialgleichungen, Schrödingergleichungen, Evolutionsgleichungen und dispersive Differentialgleichungen, Pseudodifferentialoperatoren und mikrolokaler Analysis auf symmetrischen Räumen wie Liegruppen.
Zwei seiner Bücher erhielten den Ferran-Sunyer-i-Balaguer-Preis. 2008 erhielt er eine Leadership Fellowship des Engineering and Physical Sciences Research Council von Großbritannien. 2007/08 war er Fellow der Japan Society for Promotion of Science. 2017 erhielt er ein Leverhulme Stipendium. Seit 2018 ist er Professor an der Universität Gent und an der Queen Mary University of London.

## Schriften (Auswahl)
- Singularities of affine fibrations in the regularity theory of Fourier integral operators, Russian Math. Surveys, Band 55, 2000, S. 93–161
- mit V. Turunen, Pseudo-Differential Operators and Symmetries, Birkhäuser, 2010
- mit Turunen: Quantization of Pseudo-differential Operators on the Torus, Journal of Fourier Analysis and Applications, Band 16, 2010, S. 943–982
- mit Turunen: Sharp Garding inequality on compact Lie groups, Journal of Functional Analysis, Band 260, 2010, S. 2881–2901
- mit Véronique Fischer: Quantization on Nilpotent Lie Groups, Progress in Math., Band 314, Birkhäuser, 2016.
- mit D. Suragan:  Hardy inequalities on homogeneous groups, 2018
- mit M. Sadybekov, D. Suragan, Spectral geometry of partial differential operators, CRC Press 2018
- mit J. Wirth: Dispersive estimates for hyperbolic systems with time-dependent coefficients, Journal of Differential Equations, Band 251, 2011, S. 941–969
- mit Turunen: Global Quantization of Pseudo-Differential Operators on Compact Lie Groups, SU(2), 3-sphere, and Homogeneous Spaces, International Mathematics Research Notices, 2013, S. 2439–2496
- mit M. Sugimoto: Global L 2-boundedness theorems for a class of Fourier integral operators, Communications in Partial Differential Equations, Band 31, 2006, S. 547–569
- mit M. Sugimoto: Smoothing properties of evolution equations via canonical transforms and comparison principle, Proceedings of the London Mathematical Society, Band 105, 2012, S. 393–423
- mit M. Sugimoto: Structural Resolvent Estimates and Derivative Nonlinear Schrodinger Equations, Communications in Mathematical Physics, Band 314, 2012, S. 281–304
- mit C. Garetto: Weakly hyperbolic equations with non-analytic coefficients and lower order terms, Mathematische Annalen, Band 357, 2013, S. 401–440
- mit James Smith: Dispersive and Strichartz estimates for hyperbolic equations with constant coefficients, Memoirs Math. Society Japan, 2010, Arxiv